# 161693 Attilladanko
161693 Attilladanko è un asteroide della fascia principale. Scoperto nel 2006, presenta un'orbita caratterizzata da un semiasse maggiore pari a 2,7528757 UA e da un'eccentricità di 0,2577790, inclinata di 10,78057° rispetto all'eclittica.